# Afeitadora

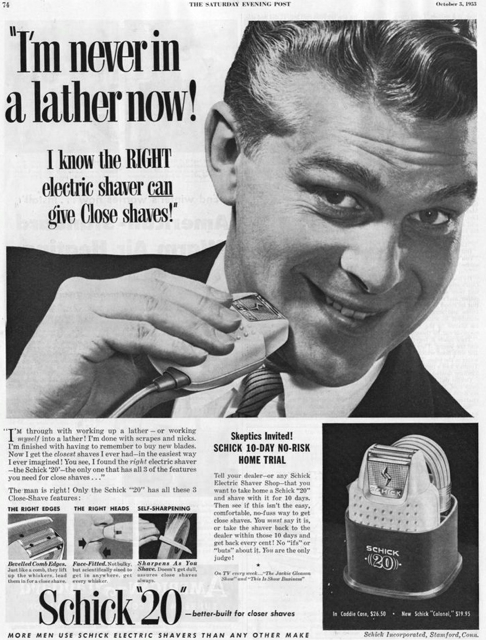
Shick. Creador de la primera patente de máquina de afeitar eléctrica

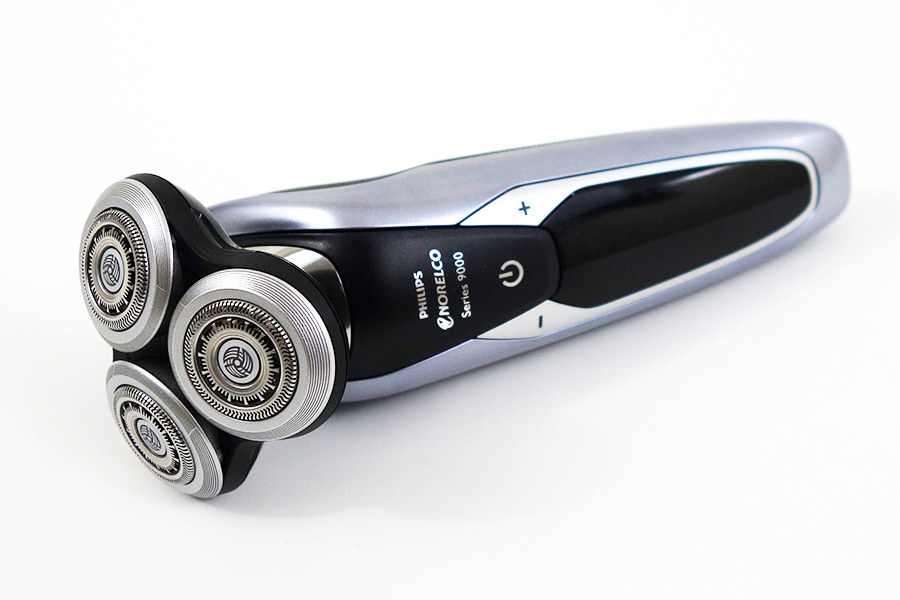
Afeitadora eléctrica.

La máquina de afeitar, maquinilla de afeitar, afeitadora, afeitadora eléctrica, rasuradora o rasuradora eléctrica es un pequeño electrodoméstico que se utiliza para el afeitado.
El inventor de la maquinilla eléctrica fue el estadounidense Jacob Schick. Schick había detectado la incomodidad que suponía el afeitado con cuchilla cuando no se disponía de agua o jabón por lo que se propuso inventar un aparato para el afeitado en seco. El año 1931 lanzó su primera maquinilla pero con escaso éxito. Sin embargo, su ánimo no decayó y en 1937 consiguió vender casi dos millones de aparatos en Estados Unidos, Inglaterra y Canadá. 
En los años 1940 Remington Rand presentó la primera maquinilla con dos cabezales que fue la avanzadilla de las maquinillas con cabezales múltiples. Fue también Remington el que lanzó la primera maquinilla diseñada para la depilación del vello femenino.
Otro importante inventor fue el profesor Alexandre Horowitz, de los laboratorios Philips en Holanda, que inventó el muy popular concepto de la maquinilla basculante. 
La maquinilla es accionada por un pequeño motor y tiene un cabezal con cuchillas que cortan el pelo que entra por unos orificios a nivel de la piel. Puede conectarse a la red eléctrica o utilizar pilas desechables.

## Tipos de afeitadoras eléctricas
Las afeitadoras eléctricas, las podríamos dividir en 2 grandes grupos, según su sistema de corte
Sistema de cuchillas rotatorias
Pueden ser de dos o tres cabezales. El cabezal se compone de una circunferencia externa que está perforada, por donde entra cada pelo de forma individual, y por un determinado número de cuchillas (dependiendo del modelo), que giran a altas revoluciones cuya función es cortar los pelos que se van introduciendo en el interior. La marca que mejor representa este sistema en la actualidad es Philips, en efecto su marca comercial es Philishave.

### Sistema de láminas

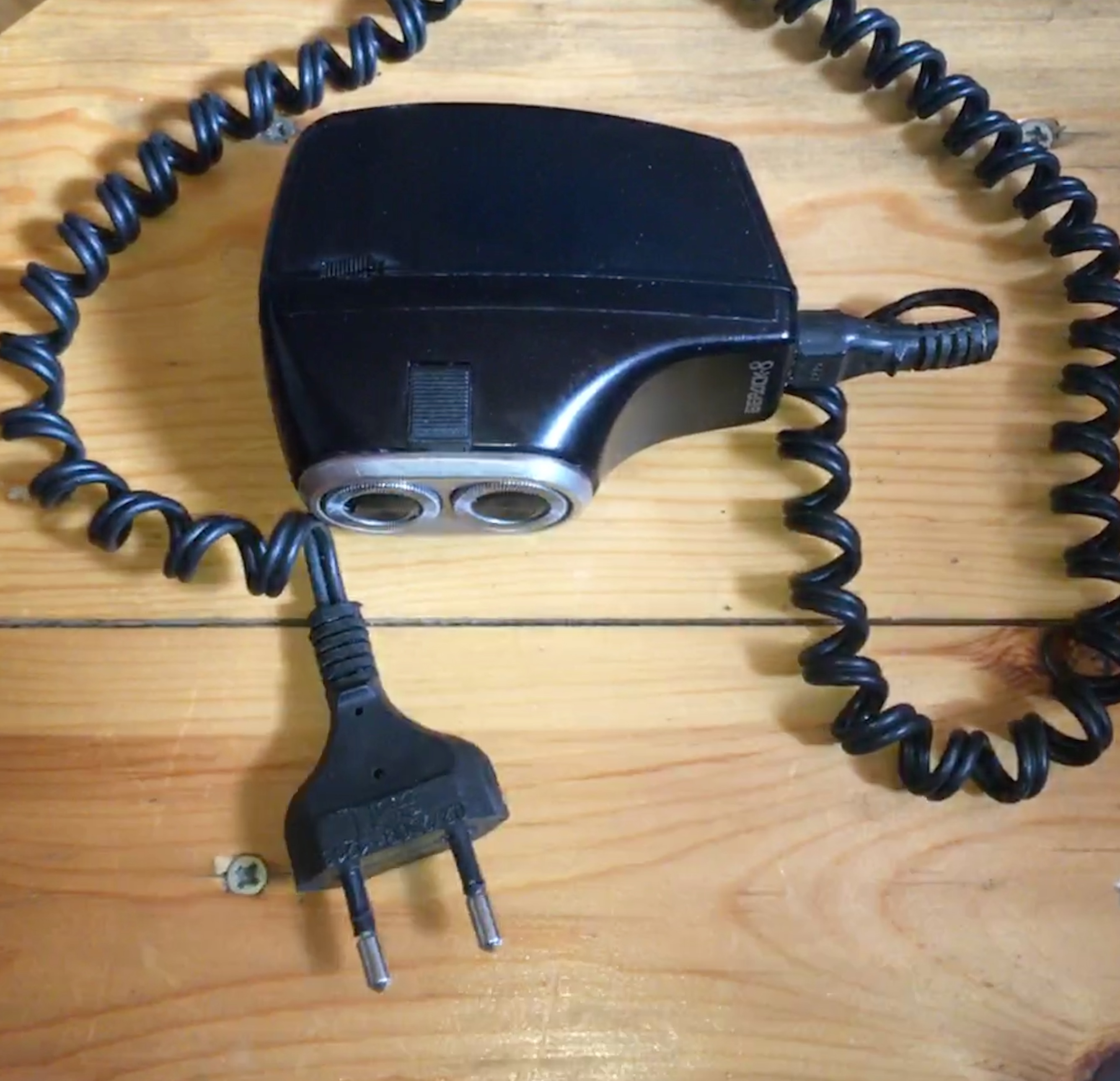
Afeitadora eléctrica hecha en Rusia

El afeitado se produce gracias a una serie de cuchillas alineadas que vibran lateralmente. Estas cuchillas están unidas entre ellas y conectadas a un eje central que les transmite el movimiento. Van protegidas por una plaquita metálica perforada a través de la que entra el pelo de la barba. La marca más representativa de este sistema es Braun.
También hay afeitadoras que pueden tener cuatro y hasta cinco cabecillas.